# Операція «Вундерланд»
Операція «Вундерланд» (нім. Unternehmen Wunderland, укр. «Країна Чудес») — кодова назва морської операції, що була проведена в серпні 1942 року німецькими Крігсмаріне у водах Північного Льодовитого океану на Північному морському шляху. Спочатку планувалася для перекриття Північного морського шляху для конвоїв союзників, що прямували зі сходу в акваторію Баренцевого моря. Німці знали, що багато кораблів радянського флоту шукали притулку в Карському морі через захист, який забезпечувала їм протягом 10 місяців крига.

## Історія

### Підготовча фаза
На початку серпня 1942 року німці отримали від союзної їм Японії повідомлення про радянський конвої у складі 4 криголамів і 19 вантажних суден, що 1 серпня пройшов Берингову протоку й попрямував у північному напрямку. Його прибуття в Карське море очікувалося німцями близько 22 серпня, що знову було помилкою, пов'язаною з недооцінкою складності плавання Північним морським шляхом. Фактично цей конвой пройшов протоку Вількіцького 22 вересня, рівно через місяць, після того, як «Адмірал Шеєр» вирушив у зворотному напрямку. По-друге, в цьому конвої, названому ЕОН-18, було всього 6 торгових суден, 2 криголами і 3 військові кораблі: лідер ескадрених міноносців «Баку», есмінці «Розумний» і «Роз'ярений», які переводилися з Тихоокеанського флоту до складу Північного. Цікаво, що бойові кораблі не зуміли б дати відсіч у разі нападу противника, тому що всі гармати та торпедні пускові установки з боєприпасами були перевантажені на одне з торгових суден конвою.
Фактично операція «Вундерланд» стартувала за 3 тижні до виходу крейсера «Адмірал Шеєр» з Нарвіка. Підготовчий рубіж проводили німецькі підводні човни, особливу увагу яких було зосереджено на радянській військово-морській базі в затоці Бєлушья Губа.
Всього для операції було задіяно 7 підводних човнів, 3 виконували завдання щодо збору даних по льодовій ситуації на півночі і північному сході від Нової Землі, а 4 — були протикорабельним заслоном для крейсерів, що беруть участь в операції, від атак радянського Північного флоту.
Перша акція сталася 27 липня 1942 року, коли німецький підводний човен U-601 атакував Малі Кармакули, біля затоки Бєлушья Губа, обстрілявши з корабельної гармати 2 гідролітаки, що стояли на якорі, 3 житлові будівлі і 2 склади. 1 серпня він торпедувала російське торгове судно «Крестьянин», завантажене вугіллям, яке наближалося до Бєлушьої Губи без супроводу.
14 серпня у Карське море вийшов U-251 і зайняв позицію в районі Діксона. U-456 полював у протоках Карські ворота та Югорський Шар, готуючись до проведення диверсійних рейдів на західних берегах Нової Землі, щоб привернути якнайбільше уваги та відвернути командування Північного флоту від прогнозованих основних подій у Карському морі та протоці Вількіцького.

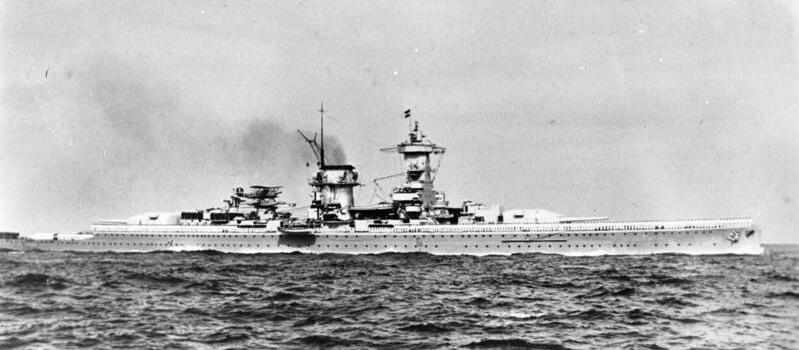
Німецький важкий крейсер «Адмірал Шеєр»

17 серпня, неподалік від північного узбережжя острова Матвєєва в Баренцевому морі, U-209 виявив караван радянських суден, який здійснював перехід з селища Хабарово в Нар'ян-Мар. Караван прямував без ескорту і складався з буксирного пароплава «Комсомолець» з баржою «П-4» на буксирі та буксирного пароплава «Норд», який вів на буксирі несправний буксирний пароплав «Комілес» та ліхтер «Ш-500». Рейс здійснювався в інтересах НКВС, і перевозив вантаж та пасажирів, більшість яких складали ув'язнені Югорлага.
Артилерійським вогнем та торпедами U-209 потопив баржу «П-4», ліхтер «Ш-500» та «Комілес». «Комсомолець» спалахнув і викинувся на берег біля північного краю острова Матвєєва. З 328 людей, які перебували на знищених суднах каравану, загинуло 305 осіб.

### Операція
16 серпня, о 15:00, «Адмірал Шеєр» у супроводі есмінців Z16 «Фрідріх Еккольдт», «Штайнбрінк» та Z4 «Ріхард Батцен» вийшов із Нарвіка. Досягнувши у повному радіомовчанні острова Ведмежий, капітан рейдера направив крейсер повним ходом на схід.
18 серпня він увійшов у Карське море, на воду спустили гідролітак Arado Ar 196. О 23:40 «Адмірал Шеєр» зустрівся з U-601 і отримав оновлену інформацію про льодову ситуацію. 19 серпня крейсер спробував пройти від мису Желанія у напрямку острова Усамітнення, плануючи рухатися далі на схід до протоки Вількіцького, але зустрів важкопрохідний лід і змушений був повернути назад. Після виходу із забитого льодом району важкий крейсер повернув на південь і у вечірні години, 20 серпня, зустрівся з іншим підводним човном, U-251, який також досі не зустрічав радянських судів. У Меендсен-Болькена залишився лише один реальний варіант, слідувати вздовж берегової лінії півострова Таймир, досягти протоки Вількіцького і чекати на конвой, сподіваючись на швидке його прибуття.
21 серпня запущений з крейсера гідролітак Ar 196 повідомив про виявлення конвою на північний схід від острова Кравкова, приблизно за 60 миль від крейсера. І він нібито слідував курсом на південний захід, тобто прямо назустріч «Шеєру». Насправді це був «3-й арктичний конвой», що без охорони прямував із заходу на схід.
Командир «Шеєра» Меендсен-Болькен вирішив очікувати на підхід конвою у банки Єрмака, використовуючи радіолокатор для його виявлення. Але тривале очікування не дало результатів.
З 22 до 24 серпня крейсер безрезультатно курсував Карським морем, але не виявив жодного корабля чи судна. На 25 серпня було намічено увійти в протоку Вількіцького для атаки конвою, але під час чергового вильоту гідролітак зазнав аварії. Під час жорсткої посадки Ar 196 розбився про крижину. Втративши основний засіб розвідки, Меендсен-Болькен втратив надію знайти конвой і повернув на південний захід.
Близько полудня 25 серпня за 10—15 миль від острова Белуха був помічений радянський криголамний пароплав «Олександр Сибіряков», що здійснював рейс з Діксона на Північну Землю з вантажем пального, харчів та матеріалів для забезпечення полярних станцій. На борту знаходилися цивільний та військовий екіпаж, а також пасажири — будівельники та персонал полярних станцій, всього близько 100 осіб. Озброєний двома 76-мм і двома 45-мм гарматами та кулеметами, попри явну перевагу противника, капітан «Сибірякова» Анатолій Олексійович Качарава відкрив вогонь у відповідь і спробував відвести свій корабель у бік острова Бєлуха під прикриттям димової завіси.
«Адмірал Шеєр» здійснив шість залпів із гармат головного калібру (загалом було випущено 27 снарядів). «Олександр Сибіряков» отримав не менше чотирьох влучень і втратив хід, на борту спалахнуло пальне, що перевозилося в бочках на палубі. Корабель не спустив прапора і до останнього вів вогонь по противнику, але не домігся попадань. Приблизно через годину після початку бою «Олександр Сибіряков» затонув.
Радіограма «Олександра Сибірякова», що загинув у нерівному бою, призвела до того, що присутність німецького надводного корабля в Карському морі перестала бути таємницею. Командир крейсера вирішив атакувати один із радянських портів — порт Діксон, або Амдерму.
Реакція радянського командування на повідомлення «Олександра Сибірякова» виявилася запізнілою та неузгодженою. Плутанину посилювали повідомлення про появу ворожих надводних кораблів в один і той же день 25 серпня в трьох різних місцях: біля острова Бєлуха, де загинув «Сибіряків»; біля мису Желанія, де була обстріляна метеостанція; і біля мису Челюскін, недалеко на схід від якого в цей час був «3-й арктичний конвой». Останні два повідомлення були помилковими (обстріл метеостанції насправді здійснив підводний човен U-255). Таким чином, активна підготовка до відображення можливого нападу супротивника на Діксон розпочалася лише ввечері 26 серпня.
У середині серпня у зв'язку з активністю німецьких підводних човнів і авіації командування Біломорської військової флотилії розпорядилося перекинути артилерійські батареї з Діксона до Бєлушьої губи на Новій Землі. Батареї були вже демонтовані і частково завантажені на баржу, але дві старі 152-мм гармати, що становили батарею № 569, ще не були завантажені на морський транспорт.
Уночі з 26 на 27 серпня «Адмірал Шеєр» підійшов до острова Діксон і попрямував до південного входу в гавань, протоку Вега. О 01:37 німецький крейсер відкрив вогонь, артилеристи допоміжного корабля СКР-19 йому негайно відповіли вогнем з чотирьох 76-мм, чотирьох 45-мм гармат і чотирьох 20-мм зенітних гармат «Ерлікон». Одночасно СКР-19 поставив димову завісу. З озброєного торгового судна «Революціонера» також відкрили вогонь, який німці охарактеризували як «точний і швидкий». Незабаром відкрила вогонь та батарея № 659.
СКР-19 швидко отримав кілька попадань, з них як мінімум чотири — великокаліберні снаряди, що спричинили значні пошкодження. О 01:46 він вийшов із бою і, прикриваючись димовою завісою, відійшов на мілководді в Літакній бухті, де сів на мілину. Екіпаж корабля втратив 7 людей убитими та померлими від ран, 27 людей було поранено. «Революціонер», який стояв на якорі, отримав три влучення, що викликали пожежу і пошкодження, що на якийсь час позбавило судно можливості маневрувати.
Погана видимість та близькі розриви великокаліберних снарядів берегової батареї змусили Меендсен-Болькена відмовитися від висадки десанту. Натомість «Адмірал Шеєр» обійшов острів Діксон, ведучи вогонь по різних об'єктах на берегу. У цілому їм було випущено 77 280-мм, 153 150-мм і 226 105-мм снарядів. Пошкодження отримали станція спостереження за туманами на острові Ведмежий, електростанція та радіоцентр Нового Діксона, житлові будинки та інші будинки. «Революціонер» та «Кара» залишили порт через протоку Вега, коли «Адмірал Шеєр» відступив. СКР-19 і батарея № 659 періодично відновлювали вогонь у відповідь. Засікти місце берегової батареї і придушити її німцям так і не вдалося, тому о 02:57 крейсер припинив стрілянину і відійшов у напрямку Землі Франца-Йосифа.
29 серпня «Адмірал Шеєр» зустрівся з ескортом із трьох есмінців, а ввечері 30 серпня прибув у Нарвік.